# Marshfield Hills
Marshfield Hills – jednostka osadnicza w Stanach Zjednoczonych, w stanie Massachusetts, w hrabstwie Plymouth, nad Oceanem Atantyckim.